# 殼牌休斯敦公開賽
殼牌休斯敦公開賽（Shell Houston Open）是美國高爾夫球PGA巡迴賽的一項賽事，一般在三月下旬或四月上旬於得克薩斯州休斯敦舉行。由於殼牌公司是該賽事的贊助商，因此得名。自2007年開始，殼牌休斯敦公開賽被安排在美國名人賽前一個禮拜舉行。

## 外部連結
- 官方网站
- Coverage on the PGA Tour's official site （页面存档备份，存于）

29°55′26″N 95°15′40″W / 29.924°N 95.261°W